# UEFA-CONMEBOL Club Challenge
La UEFA-CONMEBOL Club Challenge (in spagnolo UEFA CONMEBOL Desafío de Clubes) è una competizione calcistica amichevole per squadre di club organizzata dalla UEFA e dalla CONMEBOL che mette a confronto – in gara unica – le vincitrici, rispettivamente, della UEFA Europa League e della Coppa Sudamericana. La competizione è stata istituita nel 2023 come parte di un memorandum d'intesa firmato da UEFA e CONMEBOL, volto a rafforzare la cooperazione tra le due organizzazioni.

## Storia
Il 12 febbraio 2020 UEFA e CONMEBOL hanno firmato un memorandum d'intesa volto a rafforzare la cooperazione tra le due organizzazioni. Come parte dell'accordo, un comitato congiunto UEFA-CONMEBOL ha esaminato la possibilità di organizzare delle partite intercontinentali, sia per il calcio maschile che per quello femminile e di diverse fasce d'età. Il 15 dicembre 2021, UEFA e CONMEBOL hanno nuovamente firmato un protocollo d'intesa fino al 2028, che includeva disposizioni specifiche sull'apertura di un ufficio congiunto a Londra e la potenziale organizzazione di vari eventi calcistici.
Dopo aver già istituito alcune competizioni interconfederali sia per nazionali che per club, il 7 luglio 2023 UEFA e CONMEBOL hanno annunciato la creazione della UEFA-CONMEBOL Club Challenge, comunicando che avrebbe messo di fronte i vincitori della UEFA Europa League e quelli della Coppa Sudamericana. L'edizione inaugurale si è svolta tra gli spagnoli del Siviglia, campioni della UEFA Europa League 2022-2023, e gli ecuadoriani dell'Independiente del Valle, campioni della Coppa Sudamericana 2022; è stata intitolata "Antonio Puerta XII", in memoria del calciatore spagnolo Antonio Puerta, morto prematuramente nel 2007. La partita si è disputata allo stadio Ramón Sánchez-Pizjuán di Siviglia il 19 luglio 2023.
La UEFA ha definito la competizione come amichevole, sebbene nel 2024 abbia menzionato i vincitori della prima edizione, il Siviglia, tra i vincitori delle competizioni confederali della stagione 2023-2024. La seconda e la terza edizione del torneo previste nel 2024 e nel 2025 non si sono giocate a causa della sovrabbondanza di impegni presenti nel calendario calcistico europeo.

## Edizioni
| Edizione | Vincitore | Risultato       | Finalista               | Sede                                   |
| -------- | --------- | --------------- | ----------------------- | -------------------------------------- |
| 2023     | Siviglia  | 1 – 1 (4-1 dtr) | Independiente del Valle | Stadio Ramón Sánchez-Pizjuán, Siviglia |

## Statistiche

### Vittorie per squadra
| Squadra                 | Nazione | Vittorie | Secondi posti | Finali giocate |
| ----------------------- | ------- | -------- | ------------- | -------------- |
| Siviglia                | Spagna  | 1        | -             | 1              |
| Independiente del Valle | Ecuador | -        | 1             | 1              |

### Vittorie per federazione
| Federazione | Finali vinte | Finali perse | Finali totali |
| ----------- | ------------ | ------------ | ------------- |
| Spagna      | 1            | -            | 1             |
| Ecuador     | -            | 1            | 1             |

### Vittorie per confederazione
| Confederazione | Finali vinte | Finali perse | Finali totali |
| -------------- | ------------ | ------------ | ------------- |
| UEFA           | 1            | -            | 1             |
| CONMEBOL       | -            | 1            | 1             |